# 가마타촌 (나라현)
가마타촌(鎌田村)은 나라현 미나미카쓰라기군에 있던 촌이다. 현재의 고세시에 해당한다.

## 역사
- 1889년 4월 1일 - 정촌제 시행에 의해 근세이후 가쓰조군 가마타촌이 성립하였다.
- 1897년 4월 1일 - 군제 시행으로 미나미카쓰라기군이 성립하여 가마타촌은 미나미카쓰라기군 속하게 되었다.
- 1915년 1월 1일 - 구지라촌, 히가시마쓰모토촌, 다케다촌, 고바야시촌, 나라하라촌, 미무로촌, 니시마쓰모토촌과 합병해 다이쇼촌이 성립하여, 동일 가마타촌은 폐지되었다.

## 교통
시모가도(현 국도 24호선)가 바로 옆을 지나간다.

## 참고문헌
- 大日本篤農家名鑑編纂所編『大日本篤農家名鑑』大日本篤農家名鑑編纂所、1910年。
- 中村菊男、高橋正則 編著『西村栄一伝 激動の生涯』富士社会教育センター、1980年。
- 『가도카와 일본 지명 대사전 29 奈良県』。